# (9824) Marylea
(9824) Marylea (3033 T-2) – planetoida z pasa głównego asteroid okrążająca Słońce w ciągu 4 lat i 321 dni w średniej odległości 2,88 j.a. Została odkryta 30 września 1973 roku.